# CHA-CHAワールド
『CHA-CHAワールド』（チャチャワールド）は、1989年4月16日から同年9月24日まで日本テレビで放送されていたバラエティ番組である。放送時間は毎週日曜 12:00 - 13:00 （日本標準時）。

## 概要
金曜16:30枠で放送されていた『ビギニング!!チャチャ』のリニューアル版で、同様に劇場型のスタジオに観客を招いての公開収録を行っていた。また、『欽きらリン530!!』から誕生したアイドルグループ・CHA-CHAが引き続きメインを務めていた。彼らはその他のレギュラー陣や番組が招いた2組のゲストとともに、ステージ上でコントやドラマ（戯曲）を繰り広げていた。
本番組の企画構成は、萩本欽一が「秋房子」名義で担当していた。萩本自身が番組に出演することはあまりなかったが、番組の流れや本人のモチベーション次第でエキストラ的に登場することもあった。この方式は、本番組の拡大リニューアル版である『笑うと泣くぞ…ダハ!』にそのまま引き継がれた。

## 出演者
- CHA-CHA
- 田中美佐子
- JA-JA
- パワーズ
- 中村ゆうじ（現・中村有志） - 当初はゲストで出演していたが、後にレギュラーに昇格した。

## スタッフ
- 企画構成：秋房子（萩本欽一）
- 構成：大岩賞介、永井準、詩村博史、鈴木しゅんじ、鶴間政行、荒木美子、君塚良一（この中から週替わりで2人ずつが担当）
- 音楽：入江淳、門司肇
- 美術：小村一郎
- 美術進行：高野豊
- 音響効果：白根沢修
- スタイリスト：藤原万里子
- 広報：染井将吾
- 製作協力：えとせとら
- 技術：日本テレビビデオ
- 照明：共立照明
- 協力：浅井企画
- 通信機器協力：NTT
- 製作：加藤光夫
- プロデューサー：金谷勲夫、松田道雄
- ディレクター：西田弘一、近藤奏教、矢坂義之、竹田次彦、柳川剛
- 演出：篠木為八男、土屋敏男、森下泰男
- 製作著作：日本テレビ

## コーナー
ショートコント
「スキップぼうや」や「悩む男」などがあった。
CHA-CHAドラマ
CHA-CHAが各回のゲストとともに、1つのテーマに沿っての笑いもありの人情芝居を展開。番組開始から間もない頃にはレギュラーもゲストもそれぞれ本人役で演じていたが、途中からそれぞれに役が付き、演技の幅を広げていった。しかし、勝俣州和には何故か“愛媛県（松山市？）から来たトマト売りの青年”というキャラが定着。番組終了間際の時期にはトマトの着ぐるみを着て登場していたが（通称：トマト買うてくれマン）、動きづらかったらしく、登場後すぐに脱ぎ捨てていた。
演技力を身につけよう
CHA-CHAが演技力を身につけるためにゲストを講師役に迎え、多種多様な稽古を繰り広げる。前期には山口良一やなぎら健壱などが講師を務めていたが、後期にはゲスト講師として出演していた中村ゆうじがレギュラー講師となり、CHA-CHAに簡単なパントマイムを伝授していた。
わかってたまるか！
JA-JAと田中美佐子が出演していたショートコメディ（ゲストが出演する場合もあり）。毎回キャラとストーリー設定に一貫性が無く、回転寿司を食べ終えた後の会社の先輩後輩だったり、散歩中の三姉弟だったりする。ラストでは「ほぼ短距離腿上げ全力疾走」（その名の通り、短距離を腿上げで全力疾走する走法）で退場していた。
ちょっと聞いてよ！
JA-JAがメインのコーナー。傍らにピアノを置き（演奏者は門司肇）、JA-JAの進行で他演者がテーマに沿った（このテーマは毎週「CHA-CHAドラマ」と同様の物）ショートコントやトークを展開。JA-JAと、人気キャラクターとなった「スキップぼうや」（西尾拓美、中村亘利）や「ハチ」（火野玉男）との絡みが見所となった。

## キャラクターおよびコント
スキップぼうや
中村亘利が幼稚園児、西尾が低学年の小学生に扮し、かくれんぼや古今東西ゲームに興じる。だが、その様はどこかずれている。少し変わったスキップをする。
悩む男
トレンチコートを着た男（木野）が、海に向かって心にある悩みを叫ぶ。しかし、その内容は実にくだらない。
トマト買うてくれマン
上記の通り、勝俣がCHA-CHAドラマにて演じていた青年キャラ。何かとトマトを売りつけようとする。着ていた着ぐるみの腹部にはスーパーマンよろしく「T」のマークがあり、そこは開閉可能。
ハチ
火野が蜂の着ぐるみを着て登場。当初はただのハチキャラだったが、いつの間にか出落ちキャラとなっていた。「ちょっと聞いてよ！」では、なぜか土木作業員の設定が追加。JA-JAのコーナー進行中に前を通りがかり（出勤途中らしい）、彼らと一悶着起こすのがお約束になっていた。
番組終了間際の時期には息子のハチ太（5歳）も登場。ハチ太を演じていたのは子役で、火野とお揃いの着ぐるみを着て出演していた。

## テーマソング
※いずれもCHA-CHAの歌唱楽曲。
- 「僕のせいいっぱい」（作詞：戸沢暢美／作曲：多々納好夫／編曲：中村哲）
- 「約束」（作詞：田久保真見／作曲：多々納好夫／編曲：船山基紀）

## 備考
- 松原が別番組の収録中に骨折。これにより、途中まで番組に参加していたが、治療入院のために一時降板した。復帰の際にはレギュラー全員から歓迎コメントを貰い、松原は感極まって涙してしまった。
- 公開録画のため、収録中には以下のようなハプニングもあった。
  - 木野、“社会の窓”全開で登場。
  - ゲストの柳葉敏郎、バク宙失敗で腰を強打。
  - 松原の失態の際、「ちょっと聞いてよ！」に偶然遊びに来ていた風見しんごが登場し、松原をサプライズ的にフォローした。

| 日本テレビ 日曜12:00枠                                 | 日本テレビ 日曜12:00枠                            | 日本テレビ 日曜12:00枠                                              |
| 前番組                                                 | 番組名                                            | 次番組                                                              |
| ------------------------------------------------------ | ------------------------------------------------- | ------------------------------------------------------------------- |
| 恋々!!ときめき倶楽部 （1988年10月9日 - 1989年3月26日） | CHA-CHAワールド （1989年4月16日 - 1989年9月24日） | 笑うと泣くぞ…ダハ! （1989年10月8日 - 1990年3月18日） ※11:45 - 13:00 |